# Mike O'Malley
Michael Edward "Mike" O'Malley (Boston, Massachusetts; 31 de octubre de 1966) es un dramaturgo y actor de cine y televisión estadounidense, conocido principalmente por su papel en la comedia de la CBS Yes, Dear y por actuaciones recurrentes en otras series de televisión como My Name Is Earl o Glee.

## Biografía
Mike O'Malley nació el 31 de octubre de 1966 en Boston, Massachusetts (Estados Unidos), pero se crio en Nashua, Nuevo Hampshire. Durante su años en la escuela descubrió su pasión por la actuación. Se licenció en la Universidad de Nuevo Hampshire y después se mudó a Manhattan, donde estudió un grado en teatro durante dos años.

### Carrera
Su debut televisivo se produjo en 1991, cuando participó como invitado en la serie de televisión Law & Order. Siete años después haría su debut en el cine con la película Deep Impact, donde interpretó a un profesor de astronomía.
En 1999 creó y produjo la serie The Mike O'Malley Show, cancelada debido a las críticas y sus malos resultados de audiencia tras haberse emitido tan sólo dos episodios. Al año siguiente pasó a formar parte del reparto de la comedia Yes, Dear, donde interpretó a Jimmy Hughes hasta que finalizó la serie. El último episodio, emitido en 2006 con el título «Should I Bring a Jacket?», fue dirigido por el propio O'Malley. Además apareció junto a su compañero de reparto Anthony Clark en el video musical de Alan Jackson «The Talkin' Song Repair Blues». Entre 2000 y 2002, O'Malley también prestó su voz al personaje de Darryl MacPherson en la serie de animación de Cartoon Network Baby Blues. En 2006 participó en la serie My Name Is Earl y en 2009 y 2010 obtuvo papeles recurrentes en Glee, que pasaría a principal al inicio de su segunda temporada, y Parenthood, respectivamente.
O'Malley ha aparecido también en diversas películas para la televisión y otras para el cine, como 28 días o Meet Dave. Además, dos de sus obras, Three Years from Thirty y Diverting Devotion, han sido producidas Off-Broadway y una tercera, Searching for Certainty, en Los Ángeles.

## Filmografía

### Cine
| Año  | Título                                          | Personaje           | Notas |
| ---- | ----------------------------------------------- | ------------------- | ----- |
| 1998 | Some Girl                                       | Dan                 |       |
| 1998 | Deep Impact                                     | Mike Perry          |       |
| 1998 | Above Freezing                                  | Artie               |       |
| 1999 | Pushing Tin                                     | Pete                |       |
| 2000 | 28 Days (28 días [Esp])                         | Oliver              |       |
| 2005 | The Perfect Man                                 | Lenny Horton        |       |
| 2005 | City of Champions: The Best of Boston Sports    | Él mismo            |       |
| 2007 | On Broadway                                     | Padre Rolie O'Toole |       |
| 2008 | Meet Dave                                       | Oficial Knox        |       |
| 2008 | Leatherheads                                    | Mickey              |       |
| 2009 | The People Speak                                | Él mismo            |       |
| 2010 | Eat Pray Love                                   | Andy Shiraz         |       |
| 2011 | Cedar Rapids                                    | Mike Pyle           |       |
| 2011 | Geezers!                                        | Mike                |       |
| 2012 | So Undercover (Peligrosamente infiltrada [Esp]) | Sam Morris          |       |
| 2013 | R.I.P.D.                                        | Elliot              |       |
| 2014 | A Good Marriage                                 | Bill Gaines         |       |
| 2015 | Concussion                                      | Daniel Sullivan     |       |
| 2016 | Sully                                           | Charles Porter      |       |

### Televisión
| Año       | Título                                                               | Personaje                                       | Notas                                                                 |
| --------- | -------------------------------------------------------------------- | ----------------------------------------------- | --------------------------------------------------------------------- |
| 1991      | Law & Order                                                          | Policía de Nueva York No. 1                     | Episodio: "The Torrents of Greed: Part 2"                             |
| 1991      | Get the Picture                                                      | Anfitrión                                       | Episodios desconocidos                                                |
| 1992–1995 | Nickelodeon Guts                                                     | Anfitrión                                       | Episodios desconocidos                                                |
| 1996–1997 | Life with Roger                                                      | Roger Hoyt                                      | 20 Episodios                                                          |
| 1997      | Path to Paradise: The Untold Story of the World Trade Center Bombing | Administración de instalación de almacenamiento | Película de televisión                                                |
| 1997–1998 | Figure It Out                                                        | Panelista                                       | Episodios desconocidos                                                |
| 1999      | The Mike O'Malley Show                                               | Mike                                            | 14 Episodios                                                          |
| 2000–2002 | Baby Blues                                                           | Darryl MacPherson                               | Voz. 13 Episodios (transmitidos)                                      |
| 2000–2006 | Yes, Dear                                                            | Jimmy Hughes                                    | 122 Episodios                                                         |
| 2006–2009 | My Name Is Earl                                                      | Stuart                                          | 14 Episodios                                                          |
| 2008      | My Own Worst Enemy                                                   | Tom Grady / Raymond Carter                      | 9 Episodios                                                           |
| 2008      | Pretty/Handsome                                                      | Chip Fromme                                     | Película de televisión                                                |
| 2009–2011 | Glenn Martin DDS                                                     | Various                                         | 3 Episodios                                                           |
| 2009–2015 | Glee                                                                 | Burt Hummel                                     | Personaje principal (T2). Recurrente (T 1, 3-6). 33 Episodios         |
| 2010      | Parenthood                                                           | Jim Kazinsky                                    | 3 Episodios                                                           |
| 2011      | Family Album                                                         | Dave Bronsky                                    | Episodio piloto. No vendido                                           |
| 2011      | The Mighty B!                                                        | Cop #1                                          | Voz. Episodio: "YIPs"                                                 |
| 2012      | Parks and Recreation                                                 | Bill                                            | Episodio: "Bus Tour"                                                  |
| 2013      | Justified                                                            | Nick "Nicky" Augustine                          | 6 Episodios                                                           |
| 2013      | Axe Cop                                                              | Ray                                             | Voz. Episodio: "Taxi Cop"                                             |
| 2013      | Behind the Candelabra                                                | Tracy Schnelker                                 | Película de televisión                                                |
| 2013      | Welcome to the Family                                                | Dr. Dan Yoder                                   | 11 Episodios                                                          |
| 2013–2014 | Raising Hope                                                         | Jimmy Hughes                                    | 2 Episodios: Repitió su personaje de: "Yes, Dear"                     |
| 2014      | BoJack Horseman                                                      | Artie                                           | Voz. Episodio: "Live Fast, Diane Nguyen"                              |
| 2016      | Sanjay and Craig                                                     | Él mismo                                        | Voz. Episodio: "Halloweenies/GUTS Busters"                            |
| 2016      | Survivor's Remorse                                                   | Figgy                                           | Episodio: "Second Thoughts"; also creator, writer, executive producer |
| 2018–2020 | The Good Place                                                       | El portero                                      | 5 Episodios                                                           |
| 2019      | Wayne                                                                | Director Cole                                   | 5 Episodios                                                           |
| 2019      | Get Shorty                                                           | Detective Aaron Mischka                         | 2 Episodios                                                           |
| 2019      | The Morning Show                                                     | Tim Eavers                                      | 1 Episodio                                                            |
| 2020-2022 | Snowpiercer                                                          | Roche                                           | Personaje principal                                                   |
| 2021–2023 | Heels                                                                | Charlie Gully                                   | Recurrente, también productor ejecutivo                               |
| 2023      | Abbott Elementary                                                    | Captain Robinson                                | Episodio: "Fire"                                                      |

## Premios y nominaciones
| Año     | Otorga                    | Premio                                                   | Trabajo | Resultado | Ref.  |
| ------- | ------------------------- | -------------------------------------------------------- | ------- | --------- | ----- |
| 2010    | Teen Choice Award         | Choice TV Parental Unit                                  | Glee    | Ganador   |       |
| 2010    | Primetime Emmy Award      | Mejor actor invitado en serie de comedia                 | Glee    | Nominado  | [ 7 ] |
| 2011–12 | Screen Actors Guild Award | Destacado desempeño por un grupo en una Serie de Comedia | Glee    | Nominado  |       |